# Jean Boniface Darnaud
Pour les articles homonymes, voir Darnaud.
Jean Boniface Darnaud, né le 13 mai 1751 aux Cabannes (Ariège), mort le 10 janvier 1826 à Bagnères-de-Bigorre (Hautes-Pyrénées), est un général français de la révolution et de l’Empire.

## États de service
Il entre en service comme soldat au régiment de Conti en 1767. Le 10 février 1792, il est fait chef de bataillon, au 1er bataillon de volontaires des Hautes-Pyrénées, puis le 13 octobre 1793, il est nommé adjudant-général chef de brigade. 
Il est promu général de brigade le 9 juin 1794, il sert en cette qualité à l’armée des Pyrénées-Occidentales, et le 22 septembre 1794, il est affecté au commandement de Bordeaux. Il est réformé le 13 juin 1795.
Le 25 août 1799, il est remis en activité à l’armée d’Angleterre, et en 1800, il rejoint l’armée de batavie. En février 1800, il commande le département de la Sarthe. Il est réformé le 21 mai 1801.
Le 15 août 1809, il est envoyé à l’armée du Nord sous les ordres du général Bessières. 
Il est mis en retraite le 6 août 1811.

## Sources
- (en) « Generals Who Served in the French Army during the Period 1789 - 1814: Eberle to Exelmans »
- Thierry Pouliquen, « Les généraux français et étrangers ayant servis [sic] dans la Grande Armée » (consulté le 9 août 2013)
- Baptiste-Pierre Courcelles, Dictionnaire historique et biographique des généraux français depuis le onzième siècle jusqu'en 1820, volume 1, l’Auteur, janvier 1820, 490 p. (lire en ligne), p. 153.
- G. Dumont, Bataillons de volontaires nationaux (cadres et historiques), Paris, Charles Lavauzelle, 1914, 494 p. (lire en ligne), p. 270-383.